# Sonnino
Sonnino es una localidad italiana de la provincia de Latina, región de Lazio, con 7.221 habitantes.

## Evolución demográfica
| Gráfica de evolución demográfica de Sonnino entre 1861 y 2001 |
|                                                               |
| Fuente ISTAT - elaboración gráfica de Wikipedia               |

## Ciudades hermanadas
- Eysines
- Kanal ob Soči
- Binasco